# Escut del Valle del Cauca
L'escut del Valle del Cauca fou creat per l'historiador Raúl Silva Holguín i oficialitzat per l'ordenança número 146 de 31 de desembre de 1960. El text d'aquest document és el següent: "S'adopta com Escut d'armes de manera oficial, per al departament, un de forma francesa, de proporció sis (6) de longitud per cinc (5) de latitud, caracteritzat pel triangle curvilini, partit en barra en homenatge a la França de tots els temps, que va contribuir a la independència de la república, dividint el seu camp en dos quarters, en la forma que s'anomena tallat.
Quarter superior dret: una vall en sinople amb el seu riu, muntanyes en blau al fons, dues palmeres i cinc ciutats d'or. La vall eternament verda (sinople) ha d'ocupar preeminència al blasó. El riu no és altre que el tranquil Cauca, que cenyeix amb la seva limfa l'aparença opulenta de la vall, les palmeres denunciant el tròpic i les cinc ciutats d'or, com homenatge a les cinc ciutats confederades del Valle del Cauca.
Quarter inferior esquerre: un port de mar, Buenaventura amb la seva badia, el moll, carretera Simón Bolívar, i el panorama flotant de l'Anchicayá; en alta mar, un dels transatlàntics de la flota nacional. Adornant l'escut, a la dreta la bandera de les Ciutats Confederades de 1811, amb els seus esmalts blau cel i blanc en faixes horitzontals d'igual amplada, orlada de plata; a l'esquerra, un feix de canya de sucre i rames de cafè, font de treball promissori i de les riqueses del nostre sòl. Timbrant l'escut, el sol que significa unitat, gràcia, abundància riquesa, i se símbol de llibertat i benevolència; i superat en llistó, cinta de gules sobre la qual en lletres d'or la divisa: 3 de juliol de 1810, 1r de maig de 1910.